# Coleonyx variegatus
Il geco variegato del Texas (Coleonyx variegatus Baird, 1858) è un rettile squamato della famiglia Eublepharidae.

## Descrizione

### Dimensioni
Misura al massimo 15 cm dilunghezza, inclusa la coda (lunga poco più di un terzo rispetto al corpo).

### Aspetto
Il corpo è assai slanciato ed affusolato, con grossa testa a forma di ferro di lancia. Gli occhi prominenti, a differenza della maggior parte di altre specie di Geconidi, sono dotati di palpebre mobili.
La pelle è ricoperta di numerosissime squame di minuscole dimensioni, che conferiscono all'animale un aspetto sericeo. La pelle presenta bandeggiature giallastre e brune sul dorso (con sfumature differenti a seconda della sottospecie), con strisce nere fra un colore e l'altro, mentre il ventre è biancastro. Le zampe e la coda sono di color carnicino, mentre sulla testa (che è bruna) sono presenti due strisce bianco-giallastre che dalle narici vanno a congiungersi dietro la nuca dell'animale. Fra gli occhi, che presentano pupilla verticale, sono presenti solitamente tre macchioline più scure.

## Biologia
Si tratta di un animale assai schivo, dalle abitudini notturne: passa il giorno nascosto nelle fenditure delle rocce.

Se disturbato, emette pigolii stridenti e si pone in posizione difensiva (bocca aperta e pronta a mordere, corpo inarcato e ben sollevato da terra, coda ripiegata sul dorso), probabilmente utile questa a far sembrare l'animale simile a un ben più pericoloso scorpione: se tuttavia tale stratagemma risulta inefficace, il geco variegato può ricorrere all'autotomia come estremo meccanismo di difesa.

### Alimentazione
Si tratta di una specie essenzialmente insettivora, che si nutre praticamente di qualsiasi invertebrato sia in grado di sopraffare ed inghiottire, prediligendo insetti e piccoli aracnidi.

### Riproduzione
L'accoppiamento è preceduto da un breve corteggiamento durante il quale il maschio batte con la coda sul terreno, in attesa che la femmina faccia lo stesso, dandogli il via per poterla montare.

La gestazione dura circa cinque settimane, al termine delle quali la femmina depone due uova biancastre di forma ovale, non prima però di aver perlustrato a lungo il territorio circostante, alla ricerca di un posto adatto dove scavare la piccola buca in cui deporre le proprie uova.

Le uova sono abbastanza voluminose in rapporto alla taglia della femmina, ed appena dopo la deposizione hanno guscio molliccio: nell'arco di qualche decina di minuti, tuttavia, il guscio solidifica e diviene di consistenza cuoiosa.
La temperatura circostante influenza il sesso dei nascituri: in particolare durante la prima settimana di incubazione, temperature inferiori ai 25 °C favoriscono la nascita di femmine, temperature vicine ai 30 °C favoriscono la nascita di maschi, mentre temperature intermedie causeranno la nascita di esemplari di ambo i sessi, in percentuali variabili.

La schiusa avviene solitamente dopo 6-7 settimane d'incubazione, generalmente in coincidenza con la fine di un periodo di plenilunio.

## Distribuzione e habitat
Con 5 sottospecie (Coleonix variegatus abbotti, Coleonix variegatus bogerti, Coleonix variegatus sonoriensis, Coleonix variegatus utahensis, Coleonix variegatus variegatus) la specie occupa un areale che comprende gli Stati Uniti sud-occidentali (California, Utah, Nevada, Nuovo Messico, Arizona) ed il Messico nord-orientale (stati di Sonora e Baja California).

Predilige ambienti desertici e semidesertici a carattere roccioso, con scarsa vegetazione e presenza di anfratti dove potersi rifugiare.